# Bathychiton biondii
Bathychiton biondii é uma espécie de molusco pertencente à família Ischnochitonidae.
A autoridade científica da espécie é Dell'Angelo & Palazzi, tendo sido descrita no ano de 1988.
Trata-se de uma espécie presente no território português, incluindo a zona económica exclusiva.